# Едина Сворен
Едина Сворен (на унгарски: Edina Szvoren) е унгарска музиколожка, сценаристка и писателка на произведения в жанра драма.

## Биография и творчество
Едина Сворен е родена през 1974 г. в Будапеща, Унгария. Баща ѝ е театрален работник, а майка ѝ е научен сътрудник в областта на социологията. Има брат.
Учи теория на музиката и солфеж в Средното музикално училище и гимназия „Бела Барток“. Завършва през 1998 г. специалност дирижиране в Музикалната академия „Ференц Лист“. След дипломирането си, от 1999 г. преподава теория на музиката и солфеж в гимназия „Бела Барток“.
Първата ѝ книга, сборникът с разкази „Брудершафт“ е издаден през 2010 г. В разказите си пише за човешкото тяло, за дистанциите, които ни делят и за отчуждението, като поставя въпроките за душата, изолираността и човешката идентичност. За сборника е отличена с наградите „Шандор Броди“ за най-добър литературен дебют през 2011 г., и наградите „Тибор Дери“ (2010) и „Гундел“ (2011).
През 2012 г. е издаден сборникът ѝ с разкази „Nincs, és ne is legyen“ (Нямай и недей да имаш). Подплатени с много хумор разказите ѝ разкриват драмата в подробностите на човешките отношения и в семейството. Сборникът получава през 2015 г. получава наградата за литература на Европейския съюз.
През 2014 г. писателката е удостоена с престижната награда „Атила Йожеф“.
През 2015 г. е издаден сборникът ѝ с разкази „Az ország legjobb hóhéra“ (Най-добрият палач в страната).
Едина Сворен живее със семейството си в Будапеща.

## Произведения

### Сборници
- Pertu (2010, 2017)
Брудершафт, изд. „СОНМ“ (2016), прев. Светла Кьосева
- Nincs, és ne is legyen (2012, преработка 2019) – награда за литература на Европейския съюз
- Az ország legjobb hóhéra (2015)
- Verseim. Tizenhárom történet (2018)

### Екранизации
- 2014 Szívradír – история и сценарий
- 2015 En passant – история и сценарий